# 2010–2011-es horvát labdarúgó-bajnokság (első osztály)
A 2010–2011-es Prva HNL (szponzorált nevén: T-Com Prva HNL) horvát labdarúgó-bajnokság legmagasabb szintű versenyének 20. alkalommal megrendezett bajnoki éve volt. A pontvadászat 16 csapat részvételével 2010. július 23-án kezdődött és 2011. május 21-én ért véget.
A bajnokságot a címvédő Dinamo Zagreb nyerte két spliti alakulat, a Hajduk Split és az újonc RNK Split előtt. Ez volt a klub 13. horvát bajnoki címe. Az élvonaltól csak az újonc Hrvatski Dragovoljac búcsúzott, a másodosztályból a Lučko jutott fel.
A gólkirályi címet az NK Zagreb csatára, a „horvát Peter Crouch” becenévvel illetett Ivan Krstanović nyerte el 19 góllal, később megválasztották az Év Játékosá-nak is.

## A bajnokság rendszere
A pontvadászat 16 csapat részvételével zajlott, a csapatok a őszi-tavaszi lebonyolításban oda-visszavágós, körmérkőzéses rendszerben mérkőztek meg egymással. Minden csapat minden csapattal kétszer játszott, egyszer pályaválasztóként, egyszer pedig vendégként.
A bajnokság végső sorrendjét a 30 forduló mérkőzéseinek eredményei határozták meg a szerzett összpontszám alapján kialakított rangsor szerint. A mérkőzések győztes csapatai 3 pontot, döntetlen esetén mindkét csapat 1-1 pontot kapott. Vereség esetén nem járt pont. A bajnokság első helyezett csapata a legtöbb összpontszámot szerzett egyesület, míg az utolsó helyezett csapat a legkevesebb összpontszámot szerzett egyesület volt.
Azonos összpontszám esetén a bajnoki sorrendet az alábbi szempontok alapján határozták meg:
1. a bajnokságban elért győzelmek száma
2. a bajnoki mérkőzések gólkülönbsége

Amennyiben nemzetközikupa-indulást, vagy kiesést jelentő helyen alakult volna ki pontegyenlőség, úgy a sorrendet az alábbi szempontok szerint határozták volna meg:
1. az egymás ellen játszott bajnoki mérkőzések pontkülönbsége
2. az egymás ellen játszott bajnoki mérkőzések gólkülönbsége
3. az egymás ellen játszott bajnoki mérkőzéseken szerzett gólok száma
4. az egymás ellen játszott bajnoki mérkőzéseken „idegenben” szerzett gólok száma

A bajnokság győztese lett a 2010–11-es horvát bajnok. Az eredeti kiírás szerint az utolsó három helyen végzett csapat egyenes ágon kiesett volna a másodosztályba, azonban hosszas procedúra után csak az ezüstérmes Lučko kapott élvonalbeli licencet, így csak a bajnoki tabella 16. helyezettje lépett vissza egy szintet.

## Változások a 2009–10-es szezonhoz képest
A 2009–10-es kiírás alapján a 14. helyezett NK Zagreb kieső helyen végzett. Mivel csak két másodosztályú klub kapott élvonalbeli szereplésre jogosító licencet, így megtarthatta helyét az első osztályban.
Kiesett a másodosztályba
- Međimurje Čakovec, 15. helyen
- Croatia Sesvete, 16. helyen

Feljutott a másodosztályból
- RNK Split, a másodosztály győztese
- Hrvatski Dragovoljac, a másodosztály 3. helyezettje

## Részt vevő csapatok
| Csapat               | Székhely    | Stadion                        | 2009–10     |
| -------------------- | ----------- | ------------------------------ | ----------- |
| Cibalia Vinkovci     | Vinkovce    | Cibalia Stadion                | 3.          |
| Dinamo Zagreb        | Zágráb      | Maksimir Stadion               | 1.          |
| Hajduk Split         | Split       | Poljud Stadion                 | 2.          |
| Hrvatski Dragovoljac | Zágráb      | Maksimir Stadion1              | 3. (II. o.) |
| Inter-Zaprešić       | Zaprešić    | Intera Stadion                 | 13.         |
| Istra 1961           | Fiume       | Kantrida Stadion1              | 11.         |
| NK Karlovac          | Károlyváros | Branko Čavlović-Čavlek Stadion | 6.          |
| Lokomotiva Zagreb    | Zágráb      | Maksimir Stadion1              | 8.          |
| NK Osijek            | Eszék       | Gradski vrt                    | 5.          |
| HNK Rijeka           | Fiume       | Kantrida Stadion               | 9.          |
| Slaven Belupo        | Kapronca    | Gradski stadion                | 7.          |
| RNK Split            | Split       | Poljud Stadion1                | 1. (II. o.) |
| HNK Šibenik          | Šibenik     | Šubićevac Stadion              | 4.          |
| NK Varaždin2         | Varasd      | Anđelko Herjavec Stadion       | 10.         |
| NK Zadar             | Zára        | Stanovi                        | 12.         |
| NK Zagreb            | Zágráb      | Kranjčevićeva Stadion          | 14.         |

1. A Horvát labdarúgó-szövetség előírása alapján minden élvonalbeli csapatnak úgynevezett minősített stadionnal kell rendelkeznie. A Hrvatski Dragovoljac, az Istra 1961, a Lokomotiva Zagreb és az RNK Split nem rendelkezik élvonalbeli mérkőzés megrendezésére alkalmas, minősített stadionban, hazai mérkőzéseit bérlőként más helyszínen rendezi.
2. 52 év után a csapat nevet változtatott, ugyanis a főszponzor Varteks kiszállt a labdarúgócsapat pénzügyi támogatásából.

## Végeredmény
| #   | Csapat                    | M  | GY | D  | V  | G+ – G– | GK  | P                                                       | Megjegyzések                                   |
| --- | ------------------------- | -- | -- | -- | -- | ------- | --- | ------------------------------------------------------- | ---------------------------------------------- |
| 1.  | Dinamo ZagrebCV (B) (KGY) | 30 | 22 | 6  | 2  | 52–12   | +40 | 72                                                      | 2011–2012-es Bajnokok Ligája – 2. selejtezőkör |
| 2.  | Hajduk SplitK             | 30 | 16 | 7  | 7  | 54–32   | +22 | 55                                                      | 2011–2012-es Európa-liga – 3. selejtezőkör1    |
| 3.  | RNK SplitÚ                | 30 | 16 | 5  | 9  | 38–22   | +16 | 53                                                      | 2011–2012-es Európa-liga – 2. selejtezőkör1    |
| 4.  | Cibalia Vinkovci          | 30 | 12 | 8  | 10 | 33–24   | +9  | 44 \| rowspan="7" style="background-color: #fafafa;" \| |                                                |
| 5.  | Inter-Zaprešić            | 30 | 12 | 6  | 12 | 31–35   | −4  | 42                                                      |                                                |
| 6.  | NK Karlovac               | 30 | 11 | 8  | 11 | 25–27   | −2  | 41                                                      |                                                |
| 7.  | Slaven Belupo             | 30 | 10 | 10 | 10 | 34–30   | +4  | 40                                                      |                                                |
| 8.  | NK Osijek                 | 30 | 9  | 12 | 9  | 31–29   | +2  | 39                                                      |                                                |
| 9.  | HNK Rijeka                | 30 | 9  | 12 | 9  | 29–35   | −6  | 39                                                      |                                                |
| 10. | NK Zadar                  | 30 | 11 | 5  | 14 | 31–34   | −3  | 38                                                      |                                                |
| 11. | NK Varaždin               | 30 | 9  | 9  | 12 | 32–38   | −6  | 36                                                      | 2011–2012-es Európa-liga – 1. selejtezőkör1    |
| 12. | HNK Šibenik               | 30 | 8  | 11 | 11 | 37–38   | −1  | 35 \| rowspan="2" style="background-color: #fafafa;" \| |                                                |
| 13. | NK Zagreb                 | 30 | 9  | 8  | 13 | 32–39   | −7  | 35                                                      |                                                |
| 14. | Lokomotiva Zagreb         | 30 | 8  | 9  | 13 | 24–37   | −13 | 33                                                      | Megtarthatta élvonalbeli tagságát2             |
| 15. | Istra 1961                | 30 | 9  | 4  | 17 | 24–44   | −20 | 31                                                      | Megtarthatta élvonalbeli tagságát2             |
| 16. | Hrvatski DragovoljacÚ (K) | 30 | 5  | 8  | 17 | 24–55   | −31 | 23                                                      | Druga HNL                                      |

Forrás: A Prva HNL hivatalos oldala (horvátul) 
A rangsorolás alapszabályai: 1. összpontszám, 2. egymás elleni eredmények összpontszáma, 3. gólkülönbség, 4. szerzett gólok száma.
1A bajnok és egyben Bajnokok Ligája-induló Dinamo Zagreb nyerte a 2010–2011-es horvát kupát, így a kupadöntős Varteks Varaždin a 2011–2012-es Európa-liga 1. selejtezőkörében, a bajnoki ezüstérmes a 3. selejtezőkörben, míg a bajnoki bronzérmes a 2. selejtezőkörben indult.
2Eredeti kiírás szerint a bajnokság 14., 15., és 16. helyezettje esett volna ki a másodosztályba, azonban hosszas procedúrát követően csak egy másodvonalbeli csapat, az ezüstérmes Lučko kapott élvonalbeli licencet, így a Lokomotiva Zagreb és az Istra 1961 az első osztály tagja maradhatott.
(B): Bajnokcsapat, (K): Kieső csapat, (F): Feljutó csapat, (I): Kupainduló, (R): A rájátszás győztese, (KGY): Kupagyőztes

## Eredmények
| Hazai \ Vendég1      | CIB | DIN | HAJ | HRV | INT | IST | KAR | LOK | OSI | RNK | RIJ | SBE | ŠIB | VAR | ZAD | ZAG |
| Cibalia Vinkovci     |     | 0–1 | 2–1 | 3–0 | 1–0 | 1–0 | 1–0 | 2–1 | 3–0 | 0–1 | 4–1 | 1–2 | 3–1 | 2–0 | 0–0 | 2–2 |
| Dinamo Zagreb        | 2–0 |     | 2–0 | 4–1 | 1–0 | 4–0 | 4–2 | 1–0 | 1–0 | 1–1 | 1–2 | 0–0 | 1–0 | 1–1 | 1–0 | 1–0 |
| Hajduk Split         | 1–2 | 1–1 |     | 2–1 | 0–0 | 6–1 | 2–3 | 2–0 | 2–1 | 3–1 | 1–1 | 1–0 | 2–0 | 2–0 | 4–1 | 4–1 |
| Hrvatski Dragovoljac | 0–0 | 0–6 | 2–0 |     | 0–0 | 1–1 | 1–0 | 1–2 | 1–1 | 0–4 | 2–2 | 0–0 | 0–1 | 3–2 | 1–4 | 2–3 |
| Inter-Zaprešić       | 2–1 | 0–3 | 0–5 | 3–2 |     | 3–1 | 0–0 | 5–0 | 1–0 | 0–2 | 1–1 | 0–1 | 3–2 | 2–0 | 1–0 | 0–2 |
| Istra 1961           | 1–0 | 2–1 | 2–0 | 0–1 | 0–1 |     | 1–0 | 2–1 | 1–2 | 0–1 | 0–0 | 1–0 | 1–4 | 2–0 | 1–0 | 0–2 |
| NK Karlovac          | 0–0 | 0–1 | 1–1 | 2–0 | 3–0 | 1–1 |     | 1–2 | 1–0 | 1–0 | 0–1 | 1–0 | 1–1 | 1–0 | 1–0 | 2–1 |
| Lokomotiva Zagreb    | 2–0 | 0–2 | 0–1 | 3–2 | 2–4 | 1–0 | 0–0 |     | 0–0 | 0–0 | 0–0 | 0–0 | 0–0 | 1–2 | 3–2 | 2–0 |
| NK Osijek            | 1–0 | 1–3 | 2–2 | 0–0 | 1–0 | 2–1 | 0–0 | 0–0 |     | 1–0 | 0–0 | 1–1 | 3–1 | 0–0 | 3–2 | 0–0 |
| RNK Split            | 2–1 | 0–1 | 1–1 | 1–0 | 1–1 | 2–0 | 0–1 | 1–0 | 1–0 |     | 2–3 | 3–0 | 1–0 | 4–0 | 3–2 | 2–0 |
| HNK Rijeka           | 0–0 | 0–2 | 0–1 | 3–0 | 0–2 | 2–0 | 0–0 | 3–0 | 1–5 | 1–0 |     | 2–1 | 1–1 | 1–1 | 0–2 | 1–1 |
| Slaven Belupo        | 1–1 | 0–2 | 1–2 | 3–0 | 0–0 | 2–1 | 4–0 | 2–2 | 2–1 | 1–2 | 0–1 |     | 1–0 | 1–0 | 2–0 | 1–2 |
| HNK Šibenik          | 0–0 | 0–2 | 1–3 | 2–2 | 0–1 | 2–2 | 2–1 | 0–0 | 2–1 | 3–0 | 1–1 | 3–3 |     | 1–0 | 2–0 | 0–1 |
| NK Varaždin          | 2–1 | 1–1 | 3–0 | 2–0 | 3–0 | 2–1 | 1–0 | 0–1 | 2–4 | 0–0 | 3–0 | 1–1 | 2–2 |     | 2–1 | 0–0 |
| NK Zadar             | 0–0 | 0–0 | 0–2 | 1–0 | 1–0 | 2–0 | 2–0 | 1–0 | 1–1 | 1–0 | 1–0 | 1–1 | 1–4 | 3–0 |     | 2–1 |
| NK Zagreb            | 0–2 | 0–1 | 2–2 | 0–1 | 2–1 | 0–1 | 1–2 | 3–1 | 0–0 | 0–2 | 3–1 | 1–3 | 1–1 | 2–2 | 1–0 |     |

Forrás: A Prva HNL hivatalos oldala (horvátul) 
1A hazai csapatok a bal oldali oszlopban szerepelnek.
Színek: Zöld = hazai győzelem; Sárga = döntetlen; Piros = vendéggyőzelem.
 

## A góllövőlista élmezőnye
Forrás: Prva HNL (horvátul).
19 gólos
- Ivan Krstanović (NK Zagreb)

14 gólos
- Ante Vukušić (Hajduk Split)

11 gólos
- Mehmed Alispahić (HNK Šibenik)
- Nino Bule (Lokomotiva Zagreb)
- Dino Kresinger (Cibalia Vinkovci)

10 gólos
- Ivan Santini (NK Zadar)
- Sammir (Dinamo Zagreb)

8 gólos
- Mladen Bartolović (Cibalia Vinkovci)
- Fatos Bećiraj (Dinamo Zagreb)
- Leon Benko (Slaven Belupo)

## Nemzetközikupa-szereplés

### Eredmények
| Csapat           | Kupa            | Forduló         | Ellenfél         | 1. mérk. | 2. mérk.   | Össz. |
| ---------------- | --------------- | --------------- | ---------------- | -------- | ---------- | ----- |
| Dinamo Zagreb    | Bajnokok Ligája | 2. selejtezőkör | FC Koper         | 5–1      | 0–3        | 5–4   |
| Dinamo Zagreb    | Bajnokok Ligája | 3. selejtezőkör | Sheriff Tiraspol | 1–1      | 1–1 (h.u.) | 2–2   |
| Dinamo Zagreb    | Európa-liga     | Rájátszás       | Győri ETO        | 2–0      | 2–1        | 4–1   |
| Dinamo Zagreb    | Európa-liga     | Csoportkör      | Villarreal CF    | 2–0      | 2–0        | 2–0   |
| Dinamo Zagreb    | Európa-liga     | Csoportkör      | PAÓK             | 0–1      | 0–1        | 0–1   |
| Dinamo Zagreb    | Európa-liga     | Csoportkör      | Club Brugge      | 0–0      | 0–0        | 0–0   |
| Dinamo Zagreb    | Európa-liga     | Csoportkör      | Club Brugge      | 2–0      | 2–0        | 2–0   |
| Dinamo Zagreb    | Európa-liga     | Csoportkör      | Villarreal CF    | 0–3      | 0–3        | 0–3   |
| Dinamo Zagreb    | Európa-liga     | Csoportkör      | PAÓK             | 0–1      | 0–1        | 0–1   |
| Hajduk Split     | Európa-liga     | 3. selejtezőkör | Dinamo București | 1–3      | 3–0        | 4–3   |
| Hajduk Split     | Európa-liga     | Rájátszás       | Unirea Urziceni  | 4–1      | 1–1        | 5–2   |
| Hajduk Split     | Európa-liga     | Csoportkör      | AÉK              | 1–3      | 1–3        | 1–3   |
| Hajduk Split     | Európa-liga     | Csoportkör      | Anderlecht       | 1–0      | 1–0        | 1–0   |
| Hajduk Split     | Európa-liga     | Csoportkör      | Zenyit           | 0–2      | 0–2        | 0–2   |
| Hajduk Split     | Európa-liga     | Csoportkör      | Zenyit           | 2–3      | 2–3        | 2–3   |
| Hajduk Split     | Európa-liga     | Csoportkör      | AÉK              | 1–3      | 1–3        | 1–3   |
| Hajduk Split     | Európa-liga     | Csoportkör      | Anderlecht       | 0–2      | 0–2        | 0–2   |
| Cibalia Vinkovci | Európa-liga     | 2. selejtezőkör | Cliftonville     | 0–1      | 0–0        | 0–1   |
| HNK Šibenik      | Európa-liga     | 1. selejtezőkör | Sliema Wanderers | 0–0      | 3–0        | 3–0   |
| HNK Šibenik      | Európa-liga     | 2. selejtezőkör | Anórthoszisz     | 2–0      | 0–3 (h.u.) | 2–3   |

Megjegyzés: Az eredmények minden esetben a horvát labdarúgócsapatok szemszögéből értendőek, a dőlten írt mérkőzéseket pályaválasztóként játszották.

### UEFA-együttható
A nemzeti labdarúgó-bajnokságok UEFA-együtthatóját a horvát csapatok Bajnokok Ligája-, és Európa-liga-eredményeiből számítják ki. Horvátország a 2010–11-es bajnoki évben 4,125 pontot szerzett, ezzel a 32. helyen zárt.
| Csapat           | SGY | SD | SV | GY | D | V | Bónusz | Pont   | Átlag |
| ---------------- | --- | -- | -- | -- | - | - | ------ | ------ | ----- |
| Dinamo Zagreb    | 3   | 2  | 1  | 2  | 1 | 3 | 0,000  | 9,000  |       |
| Hajduk Split     | 2   | 1  | 1  | 1  | 0 | 5 | 0,000  | 4,500  |       |
| Cibalia Vinkovci | 0   | 1  | 1  | 0  | 0 | 0 | 0,000  | 0,500  |       |
| HNK Šibenik      | 2   | 1  | 1  | 0  | 0 | 0 | 0,000  | 2,500  |       |
| Összesen         | 7   | 5  | 4  | 3  | 1 | 8 | 0,000  | 16,500 | 4,125 |

## Külső hivatkozások
- Hivatalos oldal (horvátul)
- Eredmények és tabella az rsssf.com-on (angolul)
- Eredmények és tabella a Soccerwayen (angolul)